# Araneide
Araneidele (Araneidae) este o familie de păianjeni care include specii ce-și țes pânze rotunde, în forma unei roți. Deseori sunt găsiți în grădini, parcuri, poieni, păduri. Păianjenii araneizi au opt ochi, corpul păros sau spinos. Există peste 2 800 de specii în întreaga lume grupate în 160 de genuri. După numărul de specii Araneidae este a treia familie de păianjeni. 

Speciile din genurile Gasteracantha și Micrathena sunt recunoscute după proeminențele cornoase în forma unor spini prezenți pe opistosomă (abdomen).

## Modul de viață

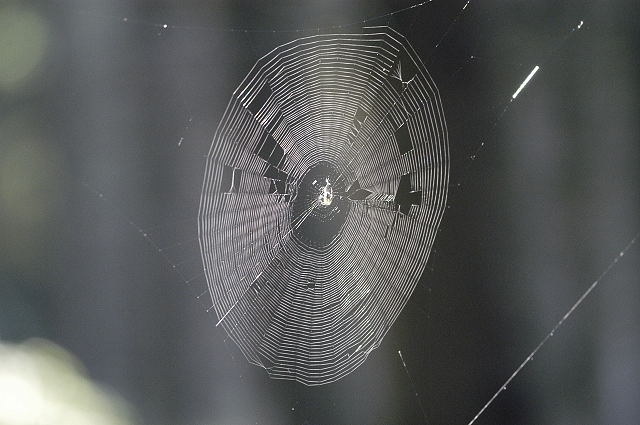
Pânza cu fire spiralate, Araneus diadematus

Aceștia țes pânza cu fire lipicioase în spirală. Construire pânzei este o adevărată artă inginerească. Păianjenul fixează un capăt al firului de substrat. Pe celălalt capăt se agață păiajnenul și-și dă drumul în voia vântului. Plutind prin aer, păianjenul nimerește pe un alt substrat și fixează capătul. Astfel, păianjenul întinde primul fir ai viitoarei plase. Apoi, mai întinde un fir, primindu-se o figură de forma literii Y latin. Și tot așa, până când nu reiese forma circulară a pânzei. Spre sfârșit, el țese razele din fire nu prea lipicioase, și spiralele adezive. De multe ori, păianjenul construiește o pânză în fiecare zi în același loc. Cea veche este distrusă în cursul zilei sau este consumată de păianjen. Pânza lor nu se depune și nu se acumulează, ca la alți păianjeni. Prada prinsă în plasă este imediat mușcată cu chelicerele, injenctându-se veninul. Mai târziu, ea este înfășurată cu mai multe straturi de mătase. Dacă victima este o insectă veninoasă (viespea), atunci înfășurarea precedă injectarea.

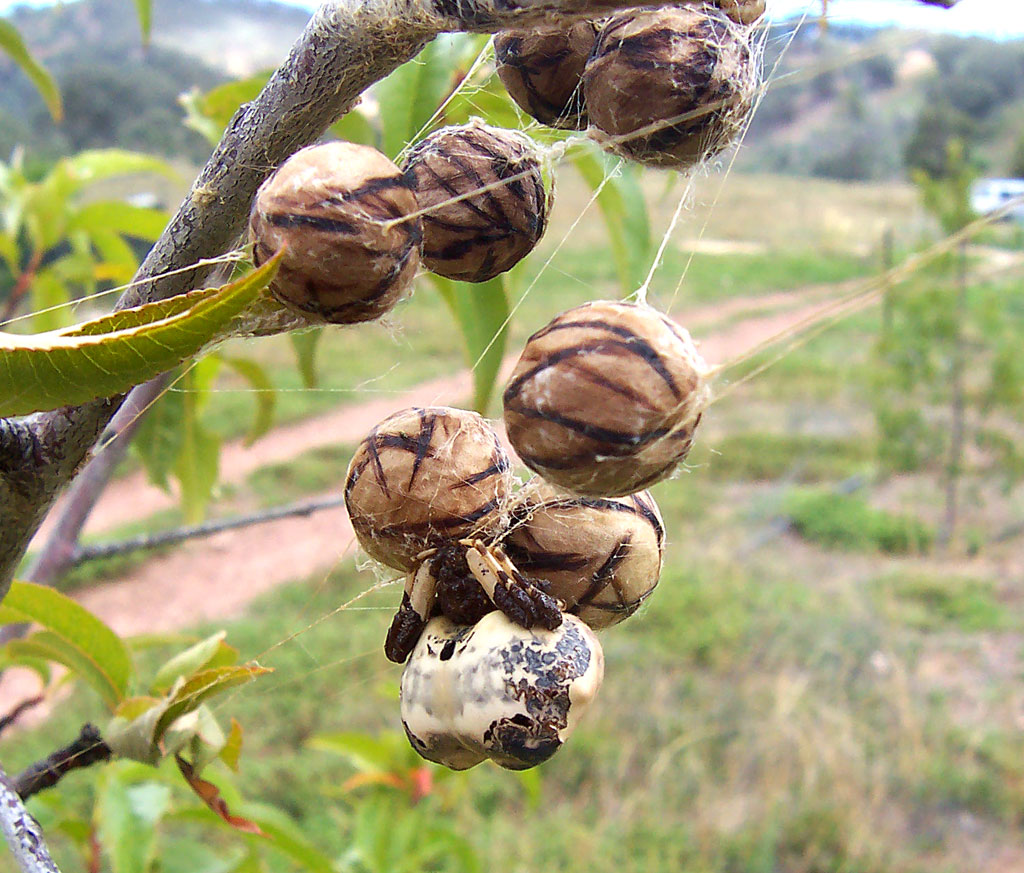
Globulele "feromonice"

Însă nu toate speciile țes pânză cu firile spiralate lipicioase. Specii din genurile Mastophora (America), Cladomelea (Africa) și Ordgarius (Australia) produc globule lipicioase, care conțin o substanță asemănătoare feromonilor. Globula este atârnată cu un fir de mătase de picioarele din fata fața păianjenului. Substanțele "feromonice" atrag masculii ai unor specii de insecte. Aceștia se așază pe globulă și rămân prinși neputând să se elibereze, apoi sunt mâncați.
O caracteristică a pânzelor unor specii de Araneidae este prezența unui stabilimentum - bandă îngroșată de mătase. Aceasta se întâlnește la speciile din genul Argiope, exemplu Argiope trifasciata. În privința rolul bandei au fost emise ipotezele posibile:

- atrage insectele în plasă;
- fiind vizibil;
- fiind vizibilă pentru animalele mai mari, aceștia o ocolesc fără să o distrugă;
- este un camuflaj;
- stabilizează pânză în timpul unei vibrații intense
- scade vizibilitatea mătase la insecte, îngreunând prada să observe pânza.

Majoritatea pânzelor țesute de aceștia sunt verticale și păianjeni, de obicei, stau în centru cu capul în jos. Unele specii din genul Metepiera își construiesc o plasă încâlcită. Aceștia sunt păianjeni semisociali, ei contruiesc în comun pânze imense. În Mexic pânze astfel au fost țesute acoperind parțial arbori și arbuști. 

## Sistematică
Familia este divizată în subfamilii și triburi după Catalogul Biologic de Joel Hallan.

Speciile Nephilidae au primit statutul de familie în 2006. Câtva genuri - Leviellus, Parazygiella, Stroemiellus și Zygiella sunt considerate de unii autori că aparțin familie Zygiellidae.

### Genuri
Lista genurilor conform Catalogue of Life:

- Acacesia
- Acantharachne
- Acanthepeira
- Acroaspis
- Acrosomoides
- Actinacantha
- Actinosoma
- Aculepeira
- Acusilas
- Aerea
- Aethriscus
- Aethrodiscus
- Aetrocantha
- Afracantha
- Agalenatea
- Alenatea
- Allocyclosa
- Alpaida
- Amazonepeira
- Anepsion
- Arachnura
- Araneus
- Araniella
- Aranoethra
- Argiope
- Arkys
- Artonis
- Aspidolasius
- Augusta
- Austracantha
- Bertrana
- Caerostris
- Carepalxis
- Celaenia
- Cercidia
- Chaetacis
- Chorizopes
- Cladomelea
- Cnodalia
- Coelossia
- Colaranea
- Collina
- Colphepeira
- Cryptaranea
- Cyclosa
- Cyphalonotus
- Cyrtarachne
- Cyrtophora
- Deione
- Dolophones
- Dubiepeira
- Edricus
- Enacrosoma
- Encyosaccus
- Epeiroides
- Eriophora
- Eriovixia
- Eustacesia
- Eustala
- Exechocentrus
- Faradja
- Friula
- Gasteracantha
- Gastroxya
- Gea
- Gibbaranea
- Glyptogona
- Heterognatha
- Heurodes
- Hingstepeira
- Homalopoltys
- Hypognatha
- Hypsacantha
- Hypsosinga
- Ideocaira
- Isoxya
- Kaira
- Kapogea
- Kilima
- Larinia
- Lariniaria
- Larinioides
- Leviellus
- Lewisepeira
- Lipocrea
- Macracantha
- Madacantha
- Madrepeira
- Mahembea
- Mangora
- Manogea
- Mastophora
- Mecynogea
- Megaraneus
- Melychiopharis
- Metazygia
- Metepeira
- Micrathena
- Micrepeira
- Micropoltys
- Milonia
- Molinaranea
- Nemoscolus
- Nemosinga
- Nemospiza
- Neoarchemorus
- Neogea
- Neoscona
- Nicolepeira
- Novakiella
- Novaranea
- Nuctenea
- Ocrepeira
- Ordgarius
- Paralarinia
- Paraplectana
- Paraplectanoides
- Pararaneus
- Parawixia
- Parazygiella
- Parmatergus
- Pasilobus
- Perilla
- Pherenice
- Pitharatus
- Poecilarcys
- Poecilopachys
- Poltys
- Pozonia
- Prasonica
- Prasonicella
- Pronoides
- Pronous
- Pseudartonis
- Pseudopsyllo
- Psyllo
- Pycnacantha
- Rubrepeira
- Scoloderus
- Sedasta
- Singa
- Singafrotypa
- Siwa
- Spilasma
- Spinepeira
- Spintharidius
- Stroemiellus
- Taczanowskia
- Talthybia
- Tatepeira
- Testudinaria
- Thelacantha
- Thorellina
- Togacantha
- Tukaraneus
- Umbonata
- Ursa
- Wagneriana
- Verrucosa
- Witica
- Wixia
- Xylethrus
- Yaginumia
- Zealaranea
- Zilla
- Zygiella